# マキシラリア

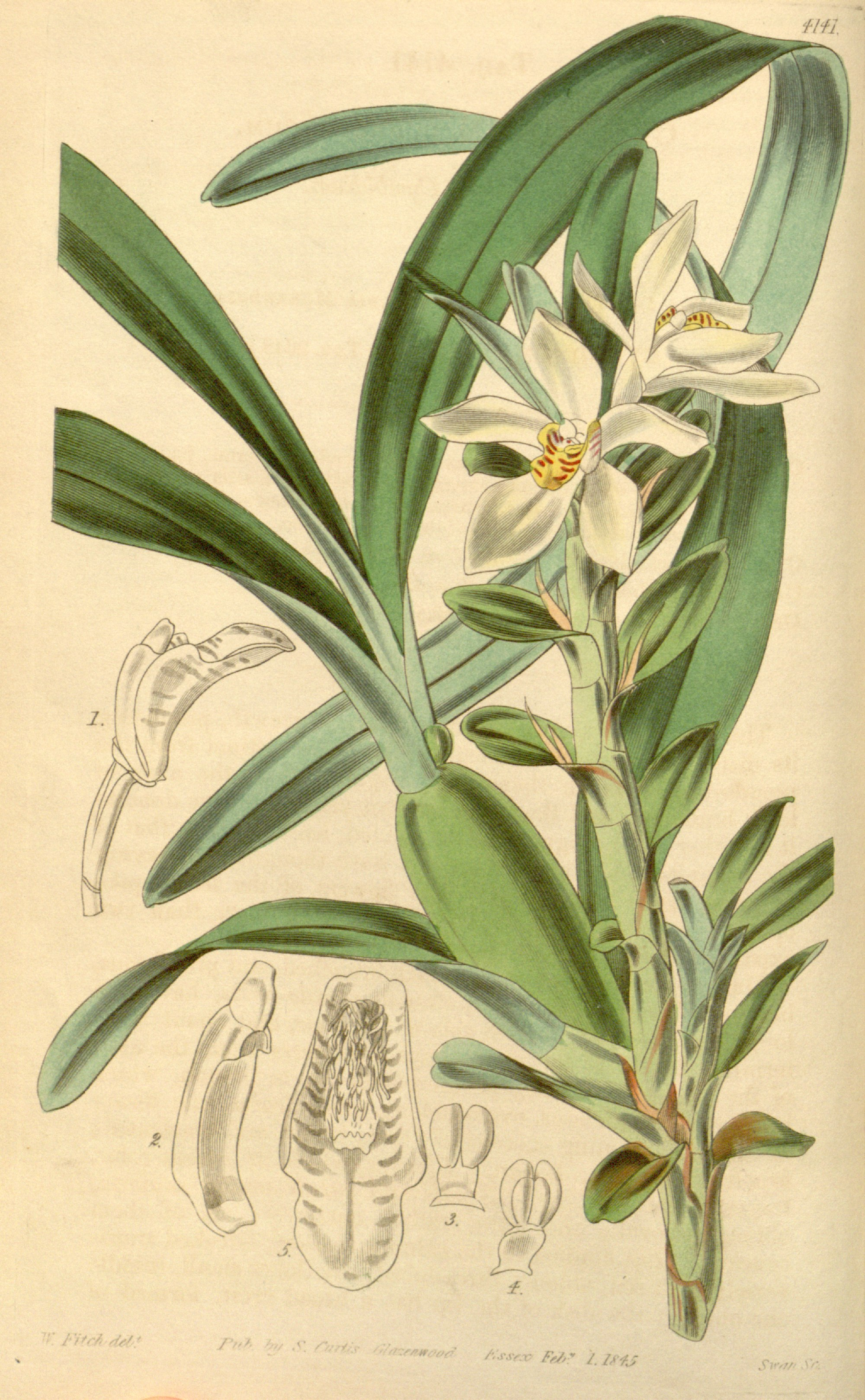
Maxillaria lutescens（図版）

マキシラリア (Maxillaria) は、ラン科植物の1群。種類が多く、多くは小柄。あまり派手な花をつけるものはないが、色や形は様々である。

## 概説
マキシラリア属は南アメリカを中心に分布する小型の着生植物でシュンランなどに似た花をつける。
小型種が多く、花も大きくならないものが多い。花の形態にもそれほどの変異はないが、花色や花弁の形、香りなどには幅広い変異がある。洋ランとしては、派手さには欠けるが小型でコレクションの対象に出来ること、丈夫で栽培が容易な種があり、根強い人気がある。
学名はラテン語のmaxilla（顎の骨）により、花を横から見たときに口を開けた昆虫の顎に似ていることに依る。

## 特徴
常緑の多年草で着生植物。よく発達した偽球茎があり、その基部から出た匍匐茎の先に新たな偽球茎をつける。その際、鉢植えでも匍匐茎が立ち上がるものがある。また、少数ながら偽球茎を作らない茎だけの種もある。葉は偽球茎の先端に1枚か2枚着き、革質で線形または披針形。偽球茎の基部には偽球茎を覆う鱗片があるが、ここにも葉身を発達させる例もある。
花は偽球茎の基部から出る花柄の先端に1つだけ着く。花柄は単独に出るものから多数一度に出すものまである。花はたいていは肉厚である。萼片3枚はほぼ同型で楕円形から細長く、平らに開くか前へ抱える。側萼片の基部は融合して短いながら距を作る。側花弁も萼片とほぼ同様ながら、前へ突き出す蕊柱を覆うように揃って前に出る。唇弁の基部は蕊柱の下に平行し、その側面は立ち上がって溝の形を作る。唇弁の先端は多少反り返って平らになる。
このような花の形は萼片と側花弁が楕円形に近いものではシュンランのそれに近い。ただし花弁が長く伸びて垂れ下がる種（M. lepidota など）や全体に大きく抱える種（M. juergensii など）のように、見かけ上は大きく異なる花をつけるものもある。

## 分布
分布域は広く、北はフロリダ南部から南はアルゼンチンにまで分布がある。

## 分類
約300種が知られる。代表的なものを以下にあげる。
- Maxillaria
  - M. callichroma
  - M. camaridii：カマリディー
  - M. cuculata
  - M. curtipes
  - M. densa
  - M. elatior
  - M. fulvescens
  - M. grandiflora
  - M. houtteana
  - M. huebschii
  - M. juergensii
  - M. lepidota
  - M. luteo-alba
  - M. maculata
  - M. marginata
  - M. meleagris
  - M. nigrescens
  - M. picta：ピクタ
  - M. porphyrostele：ポルフィロステレ
  - M. rufescens
  - M. pulchra ：プルクラ
  - M. sanderiana
  - M. seidelii
  - M. speciosa：スペシオサ
  - M. sophronitis：ソフロニティス
  - M. striata：ストリアタ
  - M. tenuifolia：テヌイフォリア
  - M. uncata
  - M. valenzuelana
  - M. variabilis：バリアビリス

## 利用
洋ランとして栽培される。略称は Max. である。
ただしカトレアやコチョウランのような高い鑑賞価値はない。まずこの属のものは花が小さいものが多い。スペシオサやストリアタなどのように径12cmを越える大輪花をつける種もあるが、ほとんどは径3-4cm程度の花である。また花色にも派手で鮮やかなものが少なく、ほとんどは地味な色合いである。花の形態としてはリカステに似ていて、リカステの方が大きく整った美しい花をつける。
しかし、そんな中でも花色には白から黄色、赤などの幅があり、花弁に斑紋や筋を表すものもある。また強い香りを放つ種も多い。また種類がとても多く、小柄で場所をとらないことからコレクションにも向いている。高温低温に強く、丈夫で栽培しやすいとして、洋ランの初心者に勧められる種もある。
たとえばバリアビリス、ポルフィロステレ、ピクタなどは栽培が容易な初心者向きとして知られる。ソフロニティスは匍匐性が強く、小輪ながら朱赤色の花をよくつけ、これも栽培容易とされる。カマリディーはスイセンの、テヌイフォリアはココナツの香りを持つ。
交配はあまり行われておらず、出回っているのはほとんど原種である。ただし原種にも特に個体名を与えられた系統はある。リカステ属とは近縁で属間雑種のマキシラカステ × Maxillacaste が作れる。が、特に重視されていない。

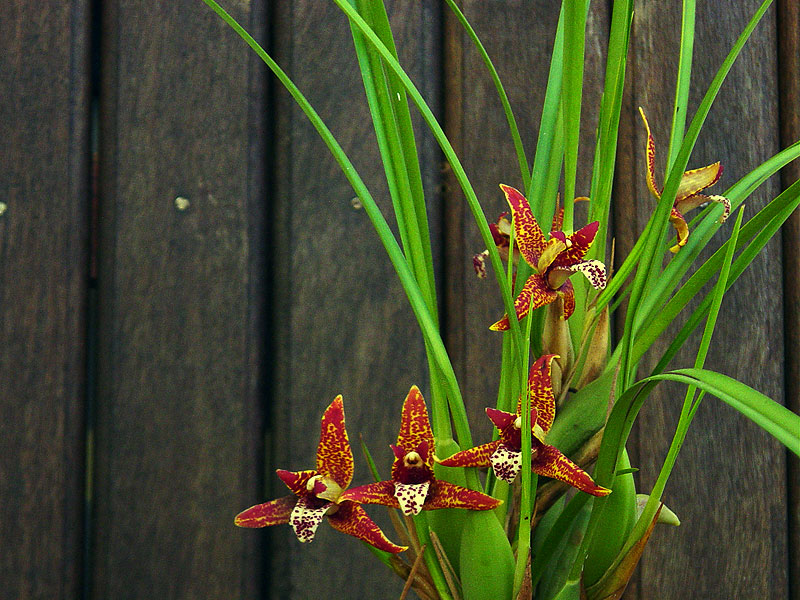
テヌイフォリア ココナツの香りがする
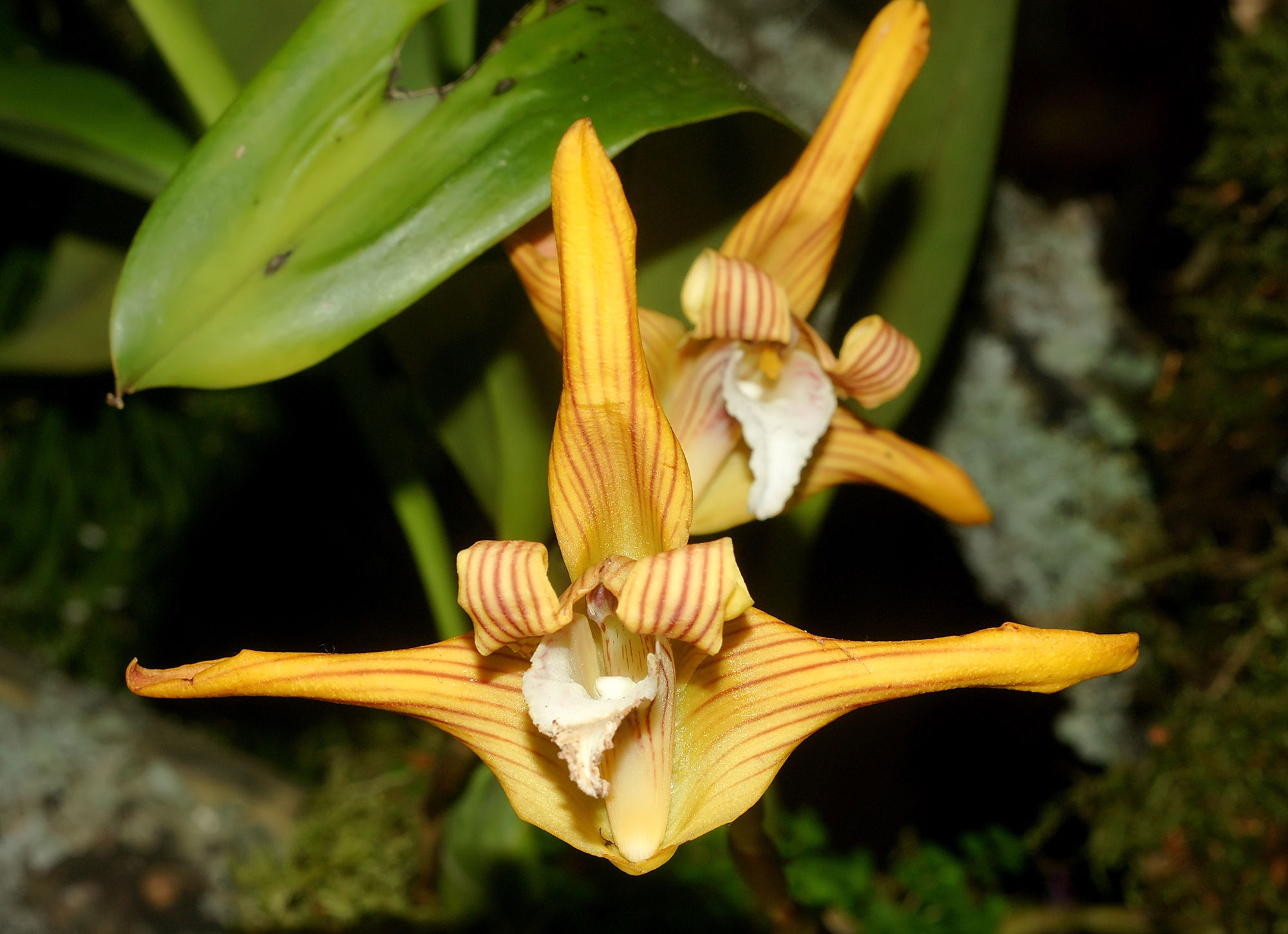
ストリアタ 弁に筋の入った大輪花
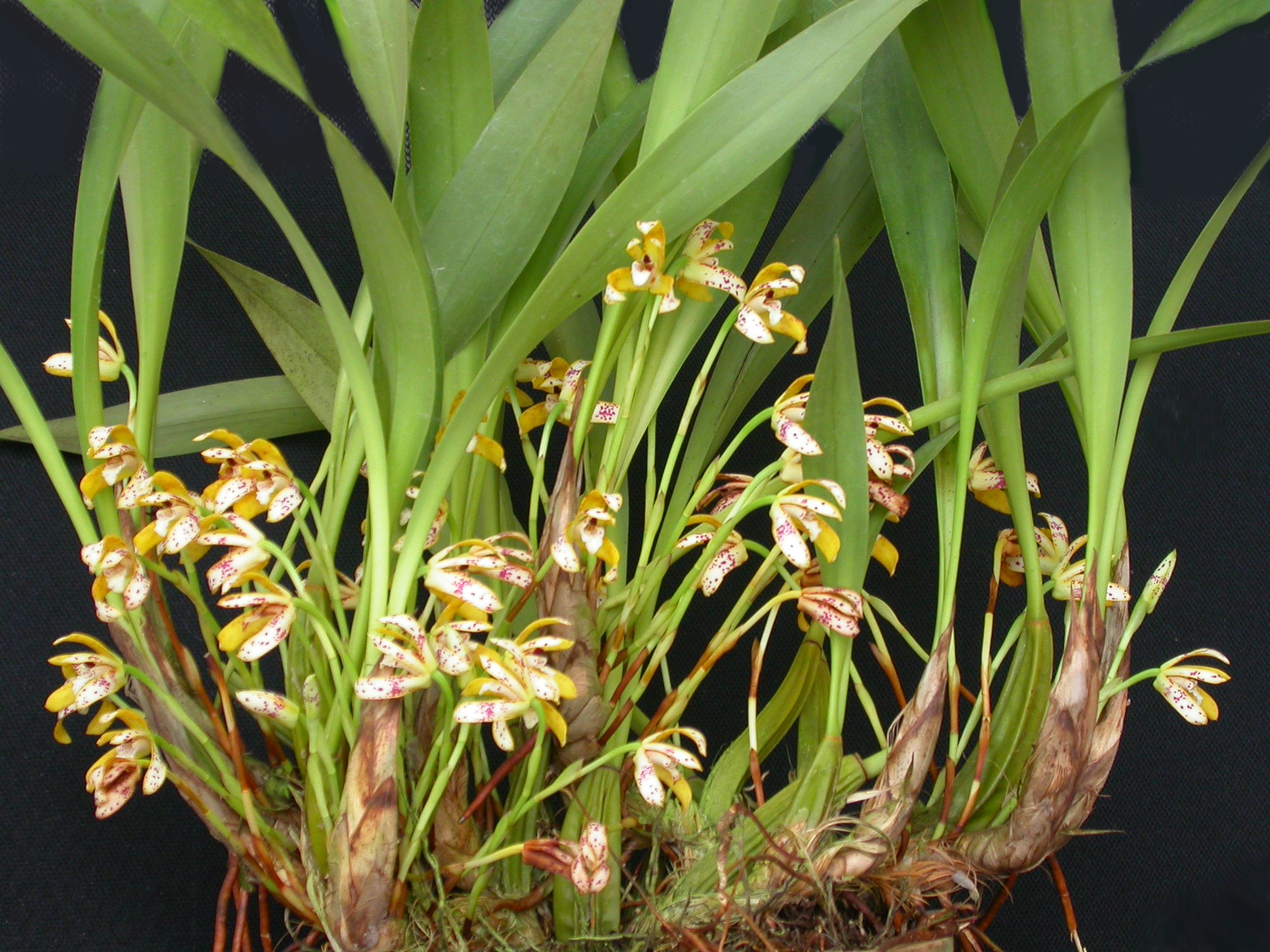
Maxillaria picta